# 花籃
花籃是一種花禮，多數用途是為慶祝開張開幕之喜，或是在葬禮上表達對先人的敬意與同情之意。葬礼中使用的一般称为花圈。
開張花籃多用色彩繽紛的花組成，以預意生意興隆。而白事花籃是對先人之敬意，所以多用白色花材，如先人超過八十歲的笑喪，可以多色彩的花材。
不少花店都有訂花服務，而花籃更是他們的主要售賣貨品。

### 花籃的分類

#### 開張花籃
開張花籃除了用於店鋪開張，也適用喬遷/展出/恭賀/喜慶/典禮/開幕 等場合。開張花籃通常會選用色彩繽紛鮮艷的花材，常見開張花籃花材有：紅色太陽花、粉紅蘭花、紫繡球、紅色玫瑰花、粉色玫瑰花、粉色百合、紅掌、向日葵等，這一類花材往往具有堅強的生命力和積極蓬勃的寓意，象征著美好的祝福。

#### 殯儀帛事花籃
帛事花籃是指在葬禮上擺放的花籃，花材一般選用素色淡雅的顏色，一是可以表達對故人的哀悼，淡雅平靜的顏色也可以安撫家屬的悲傷。常見的帛事花材有:白玫瑰、白百合、菊花、小菊花、桔梗、太陽花、乒乓菊、飛燕草、麝香、蝴蝶蘭、白掌、綠掌、唐棉等等。